# モデルチェンジ (自動車)
モデルチェンジは、工業製品全般に用いられる言葉であるが、本稿では自動車に限定してこの語を定義する。
自動車がそのペットネームを保ったまま、新型に移行することを指す。モデルチェンジには、「フルモデルチェンジ」と「マイナーモデルチェンジ」がある。

## 歴史
ゼネラルモーターズの副社長・社長を務めたアルフレッド・スローンが1920年代に考案したシステムである。当時シェアでフォードのT型フォードに負けていたGMは巻き返しを図るべく、デザインを変えた新しいタイプの車を登場させることで、消費者が乗っている車を、人為的に流行遅れにし、新しい車への購買意欲をかき立てることに成功した。
『計画的陳腐化』と呼ばれる手法で、これが自動車ビジネスにおけるモデルチェンジの確立である。一方のフォードは1930年代までT型のモデルチェンジを拒み続け、この間アメリカ国内における両社のシェアは逆転することになった。またこのモデルチェンジの考え方は、自動車以外のさまざまな工業製品にも波及していくことになる。
2010年代の日産自動車は、モデルチェンジのサイクルを延長し、北米市場を中心に薄利多売の戦術を取り営業利益を伸ばすことに成功した。しかし、新車効果がないままインセンティブをつけて販売する手法は、2016年度以降にピークアウトし極端な業績不振に陥った。このため2020年代にはモデルチェンジのサイクルの見直し着手に余儀なくされた。

## フルモデルチェンジ（フルチェンジ）

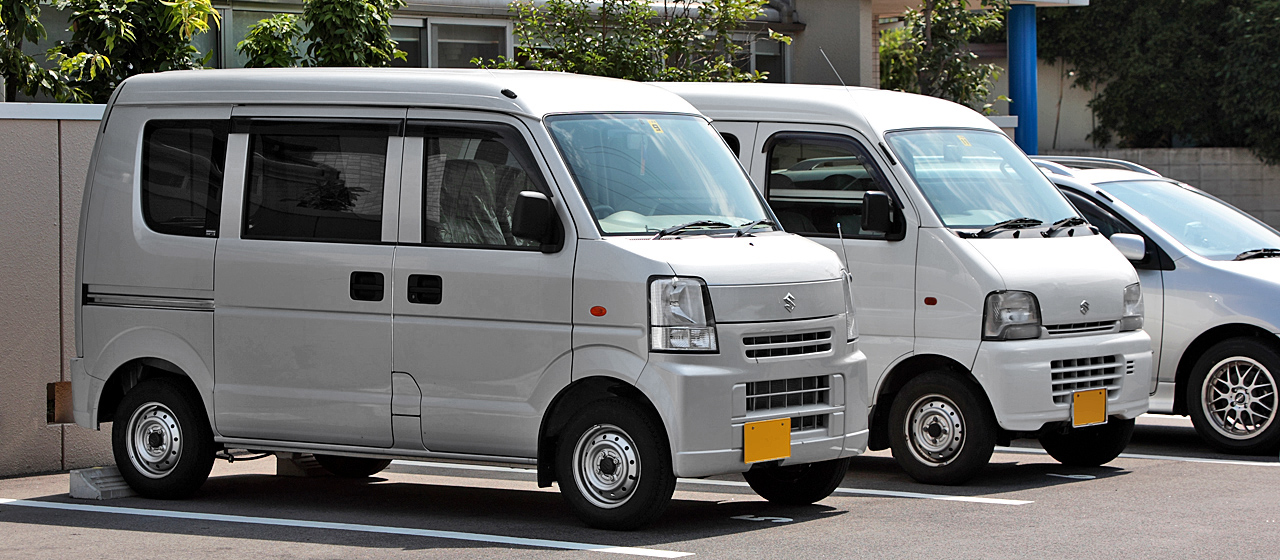
フルモデルチェンジの例
5代目スズキ・エブリイ（手前）と4代目スズキ・エブリイ（奥）

現行型から次期型へと、完全な新型車として開発されるモデルチェンジのことを指す。FMC(Full Model Change)と略記されたり、「全面改良」と表現される場合もある。
日本においては2010年代以降、およそ5年から7年のサイクルでフルモデルチェンジが繰り返される傾向が強い。一方で、海外や商用車の場合7年から8年サイクルが主流である。ただ、日本車でも日産・マーチ（最低8年サイクルでFMC）のように、モデルライフの長いヨーロッパに合わせた車は少ないながらも存在する。
また、生産計画の都合により、例外的に短期間（最低2年以内）でフルモデルチェンジする場合もある。軽自動車において規格変更が生じたり（2代目ホンダ・ライフ等）、姉妹車（バッジエンジニアリング）やOEM車において元車種がフルモデルチェンジした場合（例：日産・オッティ、トヨタ・ピクシストラック、OEM以降のスバル・サンバートラックや三菱・ミニキャブバンなど）にこの傾向がみられる。かつては販売実績が良くなければ再出発を図る名目で短期間でフルモデルチェンジ（4代目トヨタ・クラウン、5代目日産・ブルーバード等）したケースも見られた。 
基本的に、内外装の意匠、車内の設備は一新される。ただしエンジン、ドライブトレインを含むシャーシ（車台）の新規開発には、人、物、時間などのリソースが膨大となり、費用負担も大きくなり、販売価格にも影響を及ぼす。そのため、特殊なモデルを除き、数年代に渡っての既存のシャーシの流用や別車種のプラットフォームを流用することが通例となっている。
例外的に、アッパーボディをキャリーオーバーした事実上のビッグマイナーチェンジと言えるような変更でも、フルモデルチェンジとしてメーカーから公式発表されることがある。（例：マツダプレマシーの2010年のモデルチェンジ）
フルモデルチェンジを行うとそれまで製造されていた旧型モデルは基本的に生産終了となるが、旧型も生産を継続して新型と併売されるケースもある。

## スキンチェンジ
「計画的陳腐化」にのっとり、スキン、すなわち表面上の変更の域を大きく出ないモデルチェンジ。車両型式（かたしき。以下同）は新世代となっても、スタイルの変更以外は先代そのままか、あるいは少変更にとどまる場合に用いられる用語で、マイナスイメージの含みがある。

## マイナーモデルチェンジ（マイナーチェンジ）

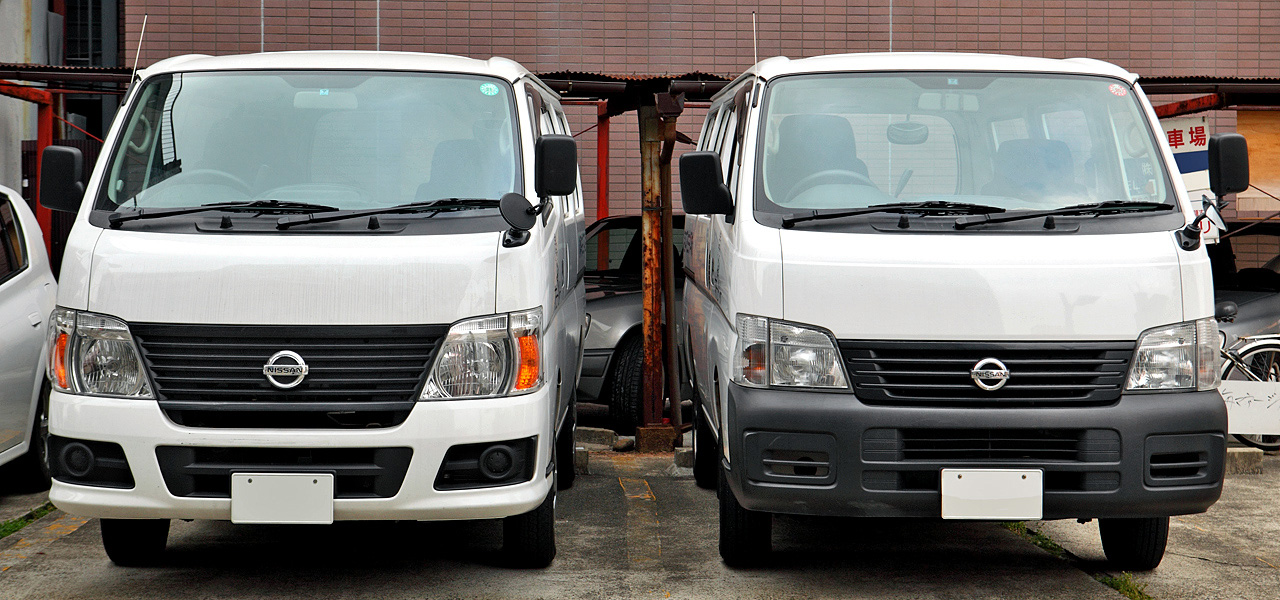
マイナーチェンジの例
E25型日産・キャラバン前期型（右）と後期型（左）

ある車種（モデル）がフルモデルチェンジを行うまでの、ライフサイクル期間内に行われる小規模な仕様変更を指す。
通常、当該モデルが『競合他社の車との競争力を維持すること』を目的として行われる技術的な施策のひとつ。他には、マーケティングやセールスにおける施策がある。また、法律や行政による規制への技術的対応のためや、不具合の解消のために行われる場合もある。MMC、MCと略記される場合が多い。新聞・メーカーにおいては一部改良と表記される場合もある。また、自動車メーカーによっては、マイナーチェンジと一部改良を使い分けている場合もある。
例として、トヨタ車やダイハツ車の場合、マイナーチェンジは外装の大規模なフェイスリフト（意匠変更）が行われる場合、一部改良は技術的な改良が行われる場合に使われる（マイナーチェンジでメカニズムの改良が行われることもある）。
通常、フルモデルチェンジの中間期に行われることが多く、しばしばそれ以前を「前期型」、それ以降のものを「後期型」（3段階の場合は中期型、それ以上は「数字+型」）と呼称する。またメーカーによっては、定期的に小変更を加えていく手法をとっているところもある。「年次改良」と呼んで1年毎に行われることが多く、この手法で変更された同一車種の区別は「イヤーモデル」と称される（例：3代目ステップワゴンなど）。これは、ライフサイクルが長い欧米の車種において、従来からよく行われている手法である。日本国内においては、スバルがレガシィ、フォレスター、インプレッサなどにおいてこの手法をとっていることで知られる。開発コストの高騰や、コンピュータ技術の導入に伴う基本設計の精度充実に伴い、日本でも近年はモデルサイクルが伸びる傾向にあり、マイナーチェンジを複数回行う車種も増加している。ただし、これらの法則に当てはまらない車種も存在する（例：ランサーエボリューション）。
変更箇所は、外観ではライト類やバンパー、フロントグリルなど樹脂パーツや、アルミホイールなどの意匠変更、内装ではシートの素材、ステアリングホイールやメーターデザインなどの変更、さらにカーナビゲーションなどの機能装備のアップデート、人気オプション装備の標準化、サスペンションのセッティング変更、静粛性の向上などが行われる。しかしながら、不人気車種であったり新技術の導入が図られたりする場合には、まれにプラットフォームやボディパネル、インパネ、駆動系にも及ぶ変更が行われることもある（トヨタ・パブリカのP10/20系およびP30/50系、トヨタ・プロボックス/サクシードのXP5#系からXP16#系、トヨタ・カローラ/スプリンターE110系のマイナーチェンジ、トヨタ・プラッツ（海外名：エコー/初代ヤリスセダン）のマイナーチェンジ、トヨタ・クラウンS140系のマイナーチェンジ、日産・プレジデントの150型から250型、日産・バイオレットセダン710型のマイナーチェンジ、日産・レパードF31型のマイナーチェンジ、日産・ローレルC34型のマイナーチェンジ、日産・サニーB14型のマイナーチェンジ、ダイハツ・ハイゼットトラックS200P系、およびS500P系のマイナーチェンジ、ダイハツ・ハイゼットカーゴ/ハイゼットデッキバン/アトレーワゴンS320系のマイナーチェンジ、日産・アベニール（W10系、アベニール→アベニールサリュー）、三菱・ミニキャブU40/U60系のマイナーチェンジなど）。このような場合、一見別車種と思えるほどの変更を受けるため、「ビッグマイナー」という矛盾した呼称を用いられることがある（レクサスでは「メジャーチェンジ」という呼称を用いる）。カーナビゲーション技術の高機能化や、低価格化に伴う内装の変更など、多くの車種に影響するコンポーネントや生産工程の変更の場合、重複を避け全体のコストを低減するため、メーカーは自社の生産する多くの車種に対してマイナーチェンジを一斉に行うことがある。また、近年はエンジンやトランスミッションの制御変更により、燃費性能を向上させることも多い。

## フェイスリフト
米国で用いられる、フェイスリフト (Facelift) には、老化によってたるんだ顔を持ち上げる「美容整形」の意味があり、自動車の場合、モデルライフ中盤にテコ入れとして、主に外観を主体とした変更をする際に用いられる用語である。Mid-generational refreshや、mid-model cycle refreshなどとも呼ぶ。小改良や車種の追加、整理などが行われることもあるが、あくまでも「見栄えの向上」が主眼であり、機械的な内容にはあまり進化が見られない場合が多い。日本でも外観の変更が伴うマイナーチェンジに用いられる。また韓国車においてはもはや日本車以上にマイナーチェンジの常套手段と言え、例えばヒョンデ・ソナタは初代/6代目以外、同・エラントラも4/5代目以外すべてのモデルでマイナーチェンジ時にフェイスリフトを受けている。それどころか4代目後期の｢ニュー・EFソナタ｣などのようにそれがテール周りにまで及ぶモデルもまま存在する。

また変わった例では販売車種数の拡大に用いられる。この例としてはトヨタ・コロナクーペ、及びその事実上の後継にあたるトヨタ・カレンがある。この場合、北米ではセリカとして扱われた車両をベースに、顔面のみを変更することで日本ではセリカとは別個の車種として設定されていた。

また現地の法規制や需要の差異が背景となり、指向地別に全く異なる顔面やテール周りが用意されることも珍しくない。(例:トヨタ・カローラE110系以降、スズキ・MRワゴン初代、日産・240SX(S13ノッチバック)など)
フェイスリフトが行われるモデルライフ中盤には、次世代型のスタイリングがすでに固まっている場合が多く、現行車にその意匠を一足先に取り入れ、モデルチェンジの際の販売台数と中古車価格の「段落ち」を防ぐ役割も担っている。

## 車名の変更と車両型式との不一致
1960年代以降の日本や北米ではフルモデルチェンジでプラットフォームや車格が変更され、車両型式継承されない場合でも、営業上の都合から旧来からの車名を引き継ぐことが通例となっている。しかしそれとは逆に、歴代型や現行型にネガティブなイメージがある場合や、新型でユーザー層を大きく変えたい場合、車両としては通常のフルモデルチェンジでありながら全く新しいペットネームが与えられる場合がある。その場合は車両型式も旧型の系列を引き継いでおり、基本的なコンポーネントの多くも流用されている。またイタリアやフランスのメーカーではモデルチェンジ毎にペットネームを変更するのが通例だった時代があり、例を挙げるとフィアット・600、850、127、ウーノ、「フィアット・プント」や、アルファロメオ・ジュリエッタ、75、155、156、159。ルノー・14、11、19、メガーヌなどはフルモデルチェンジ毎に車名を変更していたが、2000年代に入った辺りから同じ車名を継続することが多くなった。
トヨタ自動車の「カリーナ」から「アリオン」へのモデルチェンジは、生産設備や基幹部品の変更を最小限に抑えながらブランド力の低下を打破し、若年層の取り込みによる販売台数の増加をねらったものとされるている。ほかにも似たようなケースは多くあるが、1990年代以降、各メーカーが長く主力としてきた、伝統ある車種でこのようなケースが目立っている。
また、別車種であることを消費者に認識させるために、メーカー自身が先代車種の後継車である事を否定するためにもこの手法が用いられる。この場合、後継車というより絶版車種の穴埋めとして発売されたものという意味合いもある。トヨタ自動車のアイシスとガイアの関係では、販売形態から、メディアなどでは後継車として扱われるアイシスも、実際には新規に開発された車種である。
逆に、同一車両であるにもかかわらず市場毎に別の名前が付けられる場合もある。近年日本国内で販売された日本車としては三菱・ランサー（7代目）のケースがある。世界的には全てのモデルが基本的にランサーの名称で販売されるにもかかわらず、日本市場ではホットモデルのランエボを除き上級車種ギャランの名を冠したギャランフォルティスの名称で販売されている。さらには、日産・ADのOEM供給を受けたライトバンにランサーカーゴの名称を付ける事態まで起こっている。大衆セダンについてはギャランフォルティスの登場後しばらく併売されていた6代目が生産終了となり、日本においてはそのネーミングを受け継ぐモデルこそあるものの、大衆セダンとしてのランサーの歴史にはピリオドが打たれた。